# Гвюдни Йоуханнессон
Гвю́дни То́рласиус Йо́уханнессон (исл. Guðni Thorlacius Jóhannesson; род. 26 июня 1968[…], Рейкьявик) — исландский государственный и политический деятель, президент Исландии c 1 августа 2016 по 1 августа 2024 года (самый молодой президент в истории страны). Историк, переводчик и преподаватель.

## Биография
Родился 26 июня 1968 года в Рейкьявике. Отец — Йоуханнес Саймюндссон (Jóhannes Sæmundsson; 1940—1983), тренер по гандболу и спортивный функционер, мать — Маргрьет Торласиюс (Margrét Thorlacius), преподаватель и журналистка. Братья — Патрекюр Йоуханнессон (Patrekur; род. 1972), известный гандболист и тренер и Йоуханнес (Jóhannes), инженер-системолог.
В 1987 году окончил Рейкьявикскую среднюю школу второй ступени (MR). Окончил Уорикский университет (получил степень бакалавра исторических и политических наук) в 1991 году. В университете выучил русский и немецкий языки. В 1997 году окончил магистратуру по истории при Исландском университете, а в 1999 году — магистратуру Оксфордского университета. Получил звание доктора наук в Лондонском университете королевы Марии.
Работал преподавателем в Исландском университете, Университете Рейкьявика, Университете Биврёста и Лондонском Университете. С июля 2016 года — профессором Исландского университета. Специалист по истории «Тресковых войн» и исландского финансового кризиса 2008—2011 годов.
Написал биографии бывших президентов страны Гюннара Тороддсена и Кристьяуна Эльдьяудна; перевёл несколько книг Стивена Кинга.

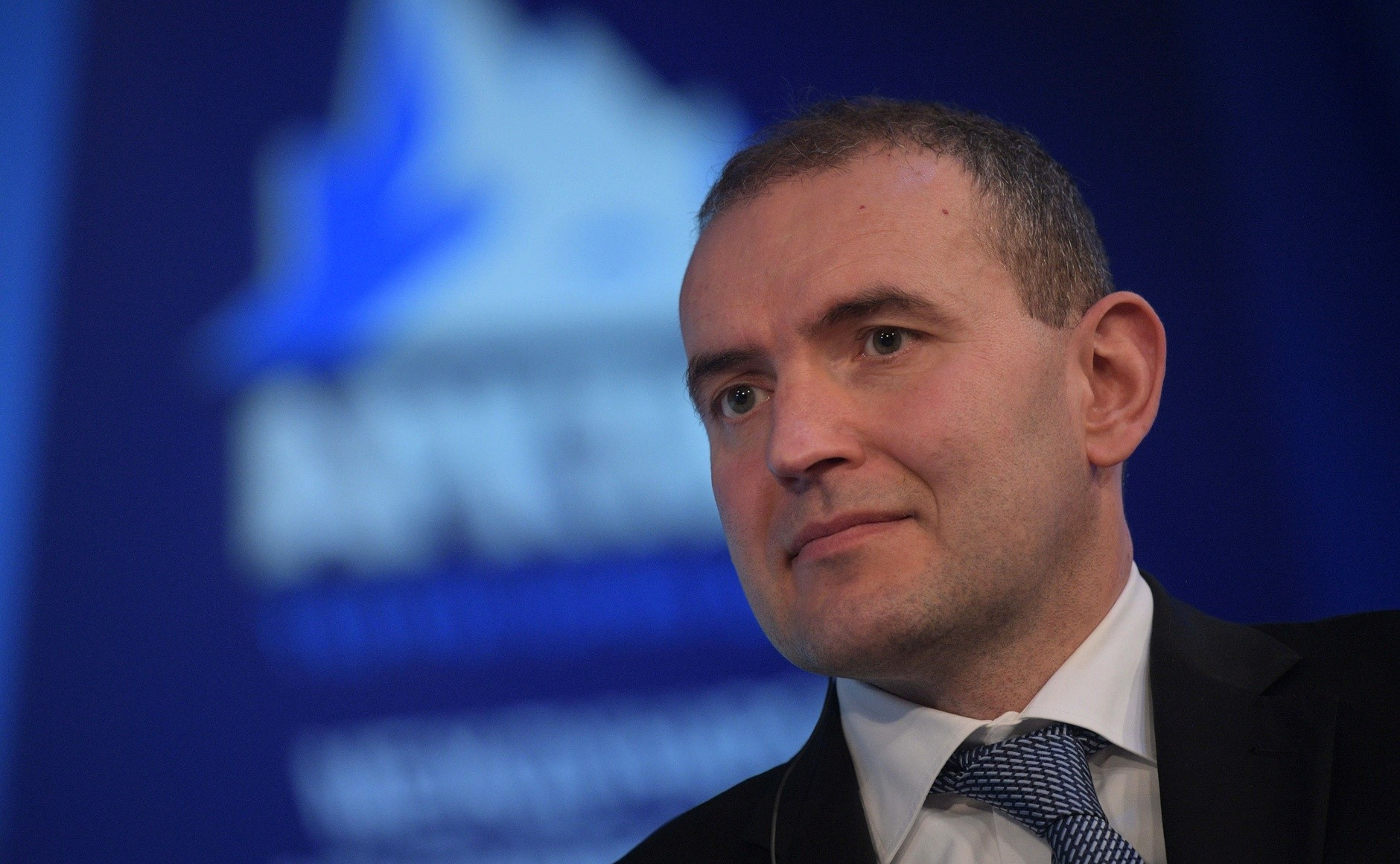
Гвюдни Йоуханнессон на международном форуме «Арктика — территория диалога». Архангельск, 30 марта 2017 года

5 мая 2016 года выдвинулся кандидатом на пост президента Исландии и победил на президентских выборах 25 июня 2016 года, набрав 39,1 % голосов и опередив предпринимательницу Хадлу Тоумасдоуттир (27,9 %). Сам он в это время, как и 10 % населения Исландии, посещал матчи чемпионата Европы по футболу во Франции.
Не принадлежал ни к какой политической партии и являлся последовательным евроскептиком. В ходе своей избирательной кампании обещал исландцам «неполитизированное президентство», введение института референдумов и открыто высказывался за выход Великобритании из Европейского союза.
Вступил в должность президента 1 августа 2016 года. В декабре 2016 года имел беспрецедентно высокий рейтинг в 97,3 %.
Официально вышел из католической веры после ряда известий о различных преступлениях католических священников в разных странах мира. Заявил о приоритете Всеобщей декларации прав человека над верой в Бога.
Переизбран на выборах 2020 года, получив 92,18 % голосов в 1-м туре.
К началу своего президентства был автором 7 книг по истории Исландии XX века.

## Личная жизнь
Первая жена — Элин Харальдсдоуттир (Elín Haraldsdóttir), предприниматель и художница по керамике. Поженились в 1995 году, развелись в 1996 году. У пары дочь Рут (Rut; род. 1994).
Вторая жена — Элиза Рид (род. 1976), писательница из Канады, с которой познакомился во время учёбы в Великобритании. Поженились в 2004 году. Во втором браке — четверо детей: трое сыновей, Дункан Тиндур (; род. 2007), Дональд Гюннар (Donald Gunnar; род. 2009), Сайтоур Петер (Sæþór Peter; род. 2011) и дочь Эдда Маргрьет (Edda Margrét; род. 2013).
С 2003 года живёт с Элизой Рид в Исландии.

### Увлечения
В молодости полупрофессионально играл в гандбол (в одной команде с братом Патрекюром).
С детства болеет за футбольный клуб «Манчестер Юнайтед». Часто посещает матчи сборной страны, в том числе за рубежом (в частности, решающий отборочный матч чемпионата мира по футболу сборной Исландии против сборной Косово 9 октября 2017 года), находясь на обычной трибуне вместе с рядовыми болельщиками.

## Награды
- Рыцарь ордена Слона (Дания, 24 января 2017)[24]
- Кавалер Большого креста ордена Святого Олафа (Норвегия, 21 марта 2017)[25]
- Рыцарь ордена Серафимов (Швеция, 2018)[26][27]
- Большой крест ордена Белой розы (Финляндия, 31 мая 2017)[28]
- Большой крест с цепью ордена Трёх звёзд (Латвия, 14 ноября 2018)[29]
- Орден Креста земли Марии 1 класса (Эстония, 5 февраля 2025 года)[30]